# فتى أحلامي (فلم)
فتى أحلامي هو فيلم مصري من إنتاج عام 1957.بطولة ،عبدالحليم حافظ ، مني بدر ،حسين فايق ، ميمي شكيب ومن إخراج ،حلمي رفلة.

## قصة الفيلم
قصة الفيلم مقتبسة من مسرحية الكاتب المسرحى أوسكار وايلد أهمية أن تكون جادا
وتدور احداث الفيلم حول : عادل (عبد الحليم حافظ) فتى ترك له والده عمارة كبرى، يتلاشى إيجارها في البار، وفي صحة كيكى (فريدة فهمي) .. ولـعادل منافس هو نوفل السرياقوسى (عبد السلام النابلسي)، وظيفته وكيل دائرة (رضوان بك) زكي إبراهيم الثرى، يستولى نوفل على الإيراد فيحيله إلى زجاجات من الشمبانيا تحت أقدام كيكي. يزور عادل عمه الثرى (حسن فايق) ويرى لأول مرة ابنته (سهام)، اللقاء بين عادل، وعمه ينتهى بغضب عادل فتزوره (سهام)، تلتقى (سهام) في منزل ابن عمها بـنوفل، وتسمع عادل يغنى فتحسبه نوفل، ولما كانت من محبات الأصوات الجميلة فهى تحب نوفل، يسمع عادل الكثير عن آمال (منى بدر) ابنة صاحب العزبة التي يعمل بها نوفل، يزورها فجأة فيجدها فتاة لطيفة، وتتوالى أحداث قصتيّ الحب.

## فريق العمل
- الإخراج: حلمي رفلة
- التأليف:
  - يوسف جوهر (قصة وسيناريو)
  - أبو السعود الأبياري (حوار)
- بطولة:
  - عبد الحليم حافظ
  - عبد السلام النابلسي
  - عبد المنعم إبراهيم
  - حسن فايق
  - ميمي شكيب
  - وداد حمدي
  - منى بدر

## أغاني الفيلم
- خسارة

كلمات :مأمون الشناوي، لحن: بليغ حمدي.
- الحب بيسأل

كلمات :عبد الفتاح مصطفى، لحن: محمد الموجي.
- بكره وبعده

كلمات :فتحي قورة، لحن: منير مراد.
- بيع قلبك

كلمات :حسين السيد، لحن: كمال الطويل.